# Erysimum roseum
Erysimum roseum är en korsblommig växtart som först beskrevs av Carl Maximowicz, och fick sitt nu gällande namn av Adolf Polatschek. Erysimum roseum ingår i släktet kårlar, och familjen korsblommiga växter. Inga underarter finns listade i Catalogue of Life.